# Premier Division de la Liga de Irlanda 2021
La Premier Division de la Liga de Irlanda 2021 fue la 101.ª temporada de la Premier Division. La temporada comenzó el 19 de marzo y finalizó el 26 de noviembre. El campeón defensor del título fue el Shamrock Rovers.

## Sistema de competición
Los 10 equipos participantes jugaron entre sí todos contra todos cuatro veces totalizando 36 partidos cada uno. Al término de la jornada 36, el primer clasificado obtuvo un cupo para la primera ronda de la Liga de Campeones 2022-23, mientras que el segundo y tercer clasificado obtuvieron un cupo para la primera ronda de la  Liga de Conferencia Europa 2022-23. Por otro lado, el último clasificado descendió a la Primera División 2022, mientras que el penúltimo clasificado jugó el Play-off de relegación contra el ganador de la primera ronda de play-offs de la Primera División 2021, para determinar cual de los equipos jugaría en la Premier Division 2022.
Un tercer cupo para la primera ronda de la Liga de Conferencia Europa 2022-23 fue asignado al campeón de la Copa de Irlanda.

## Ascensos y descensos
Cork City desciende a Segunda división tras 8 años en la máxima categoría, mientras que Drogheda United regresa tras coronarse campeón de la Primera División.
| Pos. | de la Premier División 2020 |
| ---- | --------------------------- |
| 9.º  | Shelbourne                  |
| 10.º | Cork City                   |

| Pos. | de la Primera División de Irlanda 2020 |
| ---- | -------------------------------------- |
| 1.º  | Drogheda United                        |
| 2.º  | Longford Town                          |

## Equipos participantes
| Club                  | Ciudad              | Estadio                   | Capacidad |
| --------------------- | ------------------- | ------------------------- | --------- |
| Bohemian              | Dublín              | Dalymount Park            | 7000      |
| Derry City            | Derry (I. N.)       | Brandywell                | 7500      |
| Drogheda United       | Drogheda            | United Park               | 2000      |
| Dundalk               | Dundalk             | Oriel Park                | 5500      |
| Finn Harps            | Ballybofey          | Finn Park                 | 6000      |
| Longford Town         | Longford            | Strokestown Road          | 6850      |
| St Patrick's Athletic | Dublín              | Richmond Park             | 5340      |
| Shamrock Rovers       | Dublín              | Tallaght Stadium          | 8600      |
| Shelbourne            | Dublín (Drumcondra) | Tolka Park                | 3600      |
| Sligo Rovers          | Sligo               | The Showgrounds           | 5500      |
| Waterford             | Waterford           | Waterford Regional Sports | 5500      |

## Tabla de posiciones
| Pos. | Equipo                | Pts. | PJ | G  | E  | P  | GF | GC | Dif. | Clasificación o descenso                    |
| ---- | --------------------- | ---- | -- | -- | -- | -- | -- | -- | ---- | ------------------------------------------- |
| 1    | Shamrock Rovers (C)   | 78   | 36 | 24 | 6  | 6  | 59 | 28 | +31  | Primera ronda de la Liga de Campeones       |
| 2    | St Patrick's Athletic | 62   | 36 | 18 | 8  | 10 | 56 | 42 | +14  | Primera ronda de la Liga Europa Conferencia |
| 3    | Sligo Rovers          | 57   | 36 | 16 | 9  | 11 | 43 | 32 | +11  | Primera ronda de la Liga Europa Conferencia |
| 4    | Derry City            | 54   | 36 | 14 | 12 | 10 | 49 | 42 | +7   | Primera ronda de la Liga Europa Conferencia |
| 5    | Bohemians             | 52   | 36 | 14 | 10 | 12 | 60 | 46 | +14  |                                             |
| 6    | Dundalk               | 48   | 36 | 13 | 9  | 14 | 44 | 46 | −2   |                                             |
| 7    | Drogheda United       | 44   | 36 | 12 | 8  | 16 | 45 | 43 | +2   |                                             |
| 8    | Finn Harps            | 44   | 36 | 11 | 11 | 14 | 44 | 52 | −8   |                                             |
| 9    | Waterford (D)         | 42   | 36 | 12 | 6  | 18 | 36 | 56 | −20  | Promoción por la permanencia                |
| 10   | Longford Town (D)     | 15   | 36 | 2  | 9  | 25 | 22 | 71 | −49  | Descenso a FAI First Division 2022          |

 Fuente: SSE Airtricity League, Soccerway
Criterios de clasificación: 1) Puntos; 2) Gol diferencia; 3) Goles anotados.
Notas:
1. ↑  El cuarto clasificado obtuvo una plaza para la Liga Europa Conferencia 2022-23 ya que el campeón de la Copa de Irlanda ya estaba clasificado para la competición.

## Resultados
| Local \ Visitante | BOH | DER | DRO | DUN | FHA | LON | SHM | SLI | STP | WAT |
| ----------------- | --- | --- | --- | --- | --- | --- | --- | --- | --- | --- |
| Bohemians         |     | 1–2 | 5–0 | 5–1 | 4–0 | 2–2 | 1–0 | 1–3 | 0–1 | 3–0 |
| Derry City        | 1–1 |     | 1–1 | 1–1 | 1–2 | 1–1 | 0–2 | 1–1 | 2–2 | 1–2 |
| Drogheda United   | 1–1 | 1–2 |     | 0–1 | 1–1 | 4–1 | 0–1 | 1–1 | 3–1 | 1–0 |
| Dundalk           | 0–1 | 2–1 | 2–1 |     | 1–2 | 1–1 | 2–1 | 0–1 | 1–1 | 1–3 |
| Finn Harps        | 1–0 | 1–2 | 0–1 | 1–1 |     | 1–1 | 0–2 | 1–2 | 0–2 | 2–1 |
| Longford Town     | 0–2 | 2–0 | 0–4 | 2–2 | 0–0 |     | 0–1 | 0–1 | 1–3 | 1–2 |
| Shamrock          | 2–1 | 1–1 | 1–1 | 2–1 | 1–1 | 2–1 |     | 0–1 | 1–1 | 3–0 |
| Sligo Rovers      | 4–0 | 0–1 | 1–2 | 1–1 | 1–0 | 2–0 | 1–1 |     | 1–1 | 3–0 |
| St Patrick's      | 2–1 | 2–0 | 2–1 | 0–2 | 4–1 | 3–0 | 1–2 | 2–0 |     | 1–0 |
| Waterford         | 0–1 | 0–1 | 0–7 | 0–3 | 1–2 | 1–0 | 1–4 | 1–2 | 1–1 |     |

| Local \ Visitante | BOH | DER | DRO | DUN | FHA | LON | SHM | SLI | STP | WAT |
| ----------------- | --- | --- | --- | --- | --- | --- | --- | --- | --- | --- |
| Bohemians         |     | 3–3 | 2–1 | 1–1 | 1–2 | 1–1 | 3–1 | 1–0 | 3–2 | 1–2 |
| Derry City        | 1–1 |     | 3–0 | 1–0 | 2–2 | 3–0 | 2–4 | 2–0 | 1–0 | 2–0 |
| Drogheda United   | 3–2 | 1–0 |     | 0–1 | 3–1 | 2–0 | 0–1 | 0–0 | 0–1 | 1–2 |
| Dundalk           | 2–1 | 1–2 | 1–2 |     | 1–0 | 2–0 | 1–0 | 4–1 | 1–4 | 1–0 |
| Finn Harps        | 1–2 | 1–1 | 0–0 | 2–2 |     | 5–0 | 2–1 | 2–2 | 3–1 | 0–1 |
| Longford Town     | 1–4 | 0–2 | 1–1 | 1–0 | 0–3 |     | 0–1 | 0–1 | 1–4 | 1–1 |
| Shamrock          | 1–1 | 2–1 | 2–1 | 3–1 | 3–0 | 1–0 |     | 2–0 | 3–1 | 2–0 |
| Sligo Rovers      | 1–1 | 1–2 | 2–0 | 2–1 | 0–1 | 1–0 | 0–1 |     | 2–0 | 1–1 |
| St Patrick's      | 2–2 | 1–0 | 2–0 | 1–0 | 2–2 | 3–2 | 0–1 | 0–3 |     | 2–1 |
| Waterford         | 1–0 | 2–2 | 1–0 | 1–1 | 4–1 | 4–1 | 1–3 | 1–0 | 0–0 |     |

## Promoción por la permanencia
Fue jugado entre el penúltimo de la liga contra el ganador del partido previo de la Primera División 2021.
| Promoción; 26 de noviembre | Waterford     | 1:2 (1:2) | UCD                    | Richmond Park, Dublín       |                             |
| 19:45 (UTC±0)              | Wordsworth 5' | Reporte   | Keane 26' · Whelan 34' | Árbitro(s): Paul McLaughlin | Árbitro(s): Paul McLaughlin |

## Máximos goleadores
| Pos. | Jugador        | Club                  | Goles |
| ---- | -------------- | --------------------- | ----- |
| 1    | Georgie Kelly  | Bohemians             | 21    |
| 2    | Danny Mandroiu | Shamrock Rovers       | 15    |
| 3    | Mark Doyle     | Drogheda United       | 13    |
| 4    | Patrick Hoban  | Dundalk               | 12    |
| 5    | Matty Smith    | St Patrick's Athletic | 11    |
| 5    | Johnny Kenny   | Sligo Rovers          | 11    |
| 5    | Graham Burke   | Shamrock Rovers       | 11    |
| 8    | John Martin    | Waterford             | 10    |
| 8    | Tunde Owolabi  | Finn Harps            | 10    |
| 10   | Chris Lyons    | Drogheda United       | 9     |
| 10   | Liam Burt      | Bohemians             | 9     |